# Ruyschia enervia
Ruyschia enervia là một loài thực vật có hoa trong họ Marcgraviaceae. Loài này được Lundell miêu tả khoa học đầu tiên năm 1937.